# Golfbaan De Stok
De Stok is een golfbaan ten westen van Roosendaal. De Stok is de thuisbaan van golfvereniging De Stok. De golfbaan ligt aan het einde van een straat die ook De Stok heet. Hier was vroeger het openluchtzwembad De Stok.
De Stok beschikt over een compacte par 33-baan van 9 holes die door de Belgische golfbaanarchitect Bruno Steensels werd ontworpen. Hierbij moest hij rekening houden met een aantal waterpartijen en de Engebeek die reeds aanwezig waren. De Engebeek is bovendien nuttig als afvoer van overtollig regenwater, dat dan naar de Nieuwe Roosendaalsche Vliet stroomt.
Het terrein is geaccidenteerd. De baan ligt aan de westkant langs de Zuid-Hollandweg (A17), maar ter afscheiding staat er een dikke rij volwassen bomen. Ten noorden van de baan liggen vloeivelden en een ecologische verbindingszone. Aan de westkant kijkt men uit over uitgestrekte weilanden. Hier werden op enig moment twee lange holes, beide par 5, aangelegd.
Op 16 juli 2010 kreeg de baan de B-status van de Nederlandse Golf Federatie.
De eigenaar van De Stok is ook eigenaar van Golfbaan Dongen in Dongen.